# Lycée Chaptal (Quimper)
 (mai 2018).
Si vous disposez d'ouvrages ou d'articles de référence ou si vous connaissez des sites web de qualité traitant du thème abordé ici, merci de compléter l'article en donnant les références utiles à sa vérifiabilité et en les liant à la section « Notes et références ».
Pour les articles homonymes, voir Chaptal.
Cet article concerne le lycée situé à Quimper. Pour le lycée situé à Paris, voir Lycée Chaptal.
Le lycée Jean-Antoine Chaptal est un établissement public local d'enseignement. Il doit son nom au célèbre savant, chimiste, médecin et homme politique français sous la Révolution et Napoléon. 
Des formations de BTS sont également présentes. Chaptal se situe au 35 Chemin des Justices à Quimper. 
Aujourd'hui, ce lycée accueille environ 1 000 élèves de la seconde aux études supérieures. L'actuel[évasif] proviseur est M.tangui.

## Historique
Le lycée Chaptal est un ancien séminaire devenu caserne en 1907. En 1945, l'établissement se transforme en centre d'apprentissage et en collège technique accueillant entre 100 et 400 jeunes filles. En 1960, le collège technique devient un lycée technique. En 1959, le centre d'apprentissage devient un collège d'enseignement. C'est seulement en 1968 que collège et lycée prennent le nom de Chaptal. Le lycée ne va cesser de grandir partant de 500 élèves en 1945 en dépassant le millier dans les années 1980. Dans les années 1960, le domaine du textile domine pour laisser place par la suite aux filières tertiaires comme les aides comptables, employées de bureaux et sténodactylo. En 1955, une vingtaine d'étudiantes suivent la formation d'employée d’hôtel et de commis de restaurant. Face au succès de cette formation, celle-ci existe encore aujourd'hui avec l'apparition d'un restaurant d'application. Au début des années 60s, les garçons sont de plus en plus présents au sein de l'établissement. Aujourd'hui, le lycée compte tout de même deux tiers d'élèves filles.
L'enfeu du chevalier du Louer de Quizac fait l'objet d'une inscription au titre des Monuments historiques par arrêté du 6 mars 1926.

## Formation
Le lycée Chaptal dispense trois types de formations, : 
- Les formations technologiques composées des bacs ST2S, STL, STMG et des classes de seconde.
- Les formations professionnelles composées de la section de commercialisation et service en restauration, de cuisine, de gestion-administration, de vente et des classes ULIS.

Dans les formations post-bac : 
- le BTS notariat
- Service Informatique aux Organisations
- Support à l'Action Managériale
- SP3S
- SP3S
- Diététique

## Classement national
- Classement des lycées de Bretagne 2018 L’Étudiant
- Classement des lycées de Bretagne 2017 Le Monde
- Classement des lycées de France 2017 L’Étudiant
- Classement des lycées de France 2017 L'Express